# Burien (Washington)
Burien je grad u američkoj saveznoj državi Washington. Prema popisu stanovništva iz 2010. u njemu je živjelo 33.313 stanovnika.